# Àrabs del Darfur
Els àrabs del Darfur són les tribus de pell fosca però de suposat origen àrab que viuen al Darfur en qualsevol de les seves divisions administratives. Es divideixen en ramaders (baqqara o baggara) i camellers (abala o jammala), però també hi ha alguns grups sedentaris com els Bani Husayn.
La principal tribu són els rizayqat, centrats a al-Da'ayn, i que fan vida nòmada al sud en direcció a Bahr al-Ghazal, al sud-est del Txad i a la República Centreafricana. Estan dividits en Rizayqat Baqqara i Rizayqat Abbala; formen una confederació que abraça als:
- Mahamid,
- Mahriyya,
- ‘Irayqat,
- ‘Itayfat (originalment una branca dels Mahriyya),
- Nuwayba,
- Awlad Zayd (originalment una branca dels Mahamid).
- Shottiyya (originalment una branca dels Mahamid).

Als anys vuitanta del segle xx van formar una milícia anomenada murahilin, armada pel govern del Sudan per combatre als sudistes. Han participat també al conflicte del 2003-2006 i fins i tot després. Els petits grups Rizayqat abbala del nord i l'oest de Darfur són principalment camellers; al nord no han definit els territoris tribals, però fan ús de les damras on poden disposar de diversos serveis socials, per exemple, escoles.
Els Ma'aliyya tenen el seu centre a Adila, a l'est d'Al Da'ayn. Es van separar dels Rizayqat i tenen el seu propi nazir, Adam Sharif. Encara hi ha una contínua enemistat entre el Ma'aliyya i els Rizayqat.
El Ta'aisha tenen el seu centre a Rihayd al-Birdi al sud-oest del Darfur. La temporada de pluges nomaditzen cap al nord de Darfur i Geneina i en l'estació seca cap al sud, cap a la República Centreafricana i l'oest de Bahr al-Ghazal. El seu cap és el nazir Sanusi.
Agregats al ta'aisha hi ha els Salamat, el cos principal dels quals es troba a la regió anomenada Salamat a l'est del Txad. A Darfur viuen al voltant d'Idd al-Fursan. El seu cap és un omda dependent del nazir dels ta'aisha, però estan tractant d'obtenir el seu propi nazirat independent.
Els Bani Halba tenen el seu territori tribal a Idd al-Fursan. La temporada de pluges nomaditzen cap al nord de Darfur i Geneina i en l'estació seca al sud cap a la República Centreafricana i l'oest de Bahr al-Ghazal. El seu cap és el nazir al-Hadi Isa Dabaka.
Els Misiriyya tenen els principals centres al Txad i Kordofan; a Darfur es troben a Kas i Nutayqa sota el lideratge del nazir al-Tijani Abd al-Qadir. Un nombre d'altres grups àrabs més petits, els Hotiyya, els Taalba, els Saada i els Tarjam, estan associats als Misiriyya.
Els Awlad Rashid viuen principalment al nord de Darfur a Kutum i Kabkabiyya zones properes als territoris del nord dels Rizayqat. Els grups associats
inclouen als Mahadiyya que viuen a la zona de Kutum i Darfur occidental.
Els Bani Husayn són un grup sedentari àrab des de fa temps; la seva àrea tribal està limitada per Kabkabiyya (Dar Fia) al sud, Kutum a l'est, Dar Zaghawa al nord, i Dar Siref Umaro i Dar Qimr a l'oest. El seu nazir és Ajidey Adam Hamid que viu a Serif Bani Husayn.
Els Zayyadiyya actuen en un territori que s'estén des Mellit a l'oest fins a la frontera de Kordofan. El nazir és Abdallah Adam Jizzu que viu a Al Koma,
80 km al nord-est d'Al Fashir.